# 永年镇
永年镇，是中华人民共和国四川省自贡市富顺县下辖的一个乡镇级行政单位。2019年9月撤销彭庙镇，将其所属行政区域划归永年镇管辖，永年镇人民政府驻和谐街69号。

## 行政区划
永年镇下辖以下地区：
永年社区、团山村、凉山村、巨元村、菜田村、桂花村、吉星村、白塔村、洗马村、沙罗村、新兴村、永民村、五星村、菜湾村、高河村和马家村。